# Annemarie in der Au
Annemarie in der Au, nata Annemarie Westphal (Tilsit, 22 ottobre 1924 – Krefeld, 18 agosto 1998), è stata una scrittrice, poetessa e giornalista tedesca.

## Biografia
Annemarie Westphal nacque e crebbe a Tilsit, in Prussia orientale (oggi Sovetsk, Russia). Dopo gli studi superiori cominciò a studiare farmacia, ma fu costretta dallo scoppio della Seconda Guerra Mondiale ad abbandonare gli studi e a trasferirsi ad ovest. Tra Lubecca ed Amburgo studiò recitazione, laureandosi contemporaneamente in storia della letteratura, dell'arte e del teatro.
Nel 1953 sposò l'attore Ottomar in der Au, prendendone il cognome. I due ebbero una figlia, Dietlind, nata nel 1955. A partire dagli anni sessanta si dedica alla scrittura, in particolare dopo il trasferimento a Krefeld, dove lavorò anche come giornalista free-lance e insegnante.
Tra le sue opere sono prominenti le raccolte di poesie, ma sono numerosi anche i racconti, i saggi, i testi teatrali, i radiodrammi e i documentari radiofonici.

## Premi e riconoscimenti
- 1970: Premio per il miglior radiodramma del Stiftung Ostdeutscher Kulturrat
- 1974: Menzione speciale al Premio Andreas Gryphius
- 1988: Kulturpreis der Landsmannschaft Ostpreußen
- 1990: Croce al merito al nastro dell'Ordine al merito di Germania
- 1994: Pro-Arte-Medaille della Künstlergilde Esslingen